# 1938-as dél-afrikai általános választás
1938. május 18-án általános választásokat tartottak Dél-Afrikában, hogy megválasszák a Népgyűlés 150 tagját. Az Egyesült Párt kétharmadot szerzett.

## Eredmények
| Párt     | Párt                       | Szavazatok | %     | Mandátumok |
| -------- | -------------------------- | ---------- | ----- | ---------- |
|          | Egyesült Párt              | 446 032    | 53,81 | 111        |
|          | Megtisztított Nemzeti Párt | 259 543    | 31,31 | 27         |
|          | Domínium Párt              | 52 356     | 6,32  | 8          |
|          | Dél-afrikai Munkáspárt     | 48 641     | 5,87  | 3          |
|          | Szocialista Párt           | 4 963      | 0.60  | 1          |
|          | Függetlenek                | 17 362     | 2,09  | -          |
| Összesen | Összesen                   | 835 378    | 100   | 150        |

## Fordítás
Ez a szócikk részben vagy egészben  a(z)   1938 South African general election című angol Wikipédia-szócikk ezen változatának fordításán alapul.  Az eredeti cikk szerkesztőit annak laptörténete sorolja fel. Ez a jelzés csupán a megfogalmazás eredetét és a szerzői jogokat jelzi, nem szolgál a cikkben szereplő információk forrásmegjelöléseként.